# Warmspeise
Warmspeisen (oder warme Speisen) sind in der Kochkunst Speisen, deren Zutaten zum Garen mit Wärme behandelt werden. Gegensatz ist die kalte Küche.

## Allgemeines
Als Garverfahren gibt es Braten, Dünsten, Frittieren, Grillen, Kochen, Pochieren, Räuchern, Rösten, Sautieren oder Schmoren. Welches Verfahren zur Anwendung kommt, hängt vom Lebensmittel ab, um dessen Konsistenz, Geschmack, Verdaulichkeit und/oder gesundheitliche Wirkung zu verändern. 
Meist sind die Hauptgerichte Warmspeisen, während Vorspeisen und Desserts sowohl Warm- als auch Kaltspeisen sein können. Bei der Verarbeitung und Zubereitung von Warmspeisen ist darauf zu achten, dass keine gegenseitige nachteilige Beeinflussung erfolgt. Bei der Speisenzubereitung muss eine Trennung erfolgen zwischen den Speisen, die einem Erhitzungsverfahren unterzogen werden, und Speisen, die nicht (mehr) gegart werden; deshalb ist auch eine räumliche oder zeitliche Trennung zwischen der Herstellung von Warm- und Kaltspeisen erforderlich.

## Erhitzungsgrad
Die Kochkunst zeigt sich am deutlichsten bei Warmspeisen, weil beim Garen von Lebensmitteln die Garstufe von besonderer Bedeutung ist und die Mindestgartemperatur von der Art des Lebensmittels und der angewandten Zubereitungsart abhängt. Die Kochkunst besteht vor allem darin, bei den Gerichten die erforderliche oder gewünschte Garstufe zu erreichen und unterschiedliche Garzeiten mehrerer Lebensmittel zu koordinieren. Nur wenige Minuten über den Garpunkt hinaus ist das Produkt misslungen und oft ungenießbar. Aus mikrobiologischen Gründen ist häufig eine Kerntemperatur von +72 °C zu erreichen und für mindestens 2 Minuten zu halten. 
Insbesondere bei Steaks gibt es mehrere hiervon abweichende Garstufen, die international definiert sind:
| Garstufe           | Kerntemperatur | Deutsch         | Englisch             | Französisch |
| ------------------ | -------------- | --------------- | -------------------- | ----------- |
| roh                | 20 °C          | roh             | raw                  | cru         |
| fast roh           | 36 °C          | blau            | blue rare, very rare | bleu        |
| Kern roh           | max. 45 °C     | blutig          | rare                 | saignant    |
| innerer Kern roh   | max. 55 °C     | englisch        | medium rare          | medium      |
| halb durchgebraten | 56–61 °C       | rosa            | medium               | anglaise    |
| fast durchgebraten | 61–68 °C       | halbrosa        | medium well          | à point     |
| durchgebraten      | >68 °C         | durch(gebraten) | well done            | bien cuit   |

Die DIN 10508 aus 2012 beschreibt die Temperaturen, die für tiefgefrorene, gefrorene, gekühlte und heißgehaltene Lebensmittel sowie für Speiseeis gelten. Heißgehalten werden Speisen entweder bei +65 °C 
an allen Stellen (mischbare Speisen wie Eintöpfe, Gemüse, Nudeln, Reis, Soßen oder Suppen) oder bei +60 °C (Braten, Hähnchen, Schnitzel). Dabei darf das Warmhalten die Dauer von drei Stunden nicht überschreiten.

## Arten
Beinahe alle essbaren Meerestiere (Speisefische, Gliederfüßer, Weichtiere) gehören zu den Warmspeisen, ebenso Fleisch (Geflügel, Kalb-, Lamm-, Rind-, Schweine- und Wildfleisch) und Beilagen. Letztere bestehen aus Gemüse, Nährmitteln (etwa Kartoffeln, Nudeln, Pürees, Reis), die seitens des Lebensmitteleinzelhandels in verschiedenen Conveniencegraden angeboten und ebenfalls überwiegend warm serviert werden. Zu den klassischen Warmspeisen gehören auch Suppen oder Eintopf, die eigentlich keine Vorspeisen sind, sondern in der Speisenfolge einen eigenen Gang darstellen. Erfordern bestimmte Zutaten einen Garprozess wie das Auslassen von Fetten und Ölen, so ist dieser gesondert durchzuführen.